# ثریا (مجموعه تلویزیونی)
ثریا (ایتالیایی: Soraya) یک مینی‌سریال زندگی‌نامه‌ای درام ایتالیایی-آلمانی است که در سال ۲۰۰۳ منتشر شد.
این مینی‌سریال دوران کوتاهی از زندگی ثریا اسفندیاری بختیاری را روایت می‌کند: دوران ازدواج او با شاه ایران محمدرضا پهلوی، از نخستین ملاقات در سال ۱۹۵۰ تا لغو ازدواج در سال ۱۹۵۸ میلادی.

## گزیدهٔ بازیگران

### نقش‌های اصلی
- آنا واله در نقش ثریا اسفندیاری بختیاری
- ایرول زاندر در نقش محمدرضا پهلوی
- ماتیلدا می در نقش شمس پهلوی
- کاترینا ورتووا در نقش شاهزاده سمیرا
- کلود براسر در نقش محمد مصدق
- میکله پلاچیدو در نقش انریکو ماتایی
- آنیا کراوس در نقش «اوا کارل» مادر ثریا
- آنتونیو دچنت در نقش خلیل اسفندیاری پدر ثریا
- مارکو ویویو در نقش بیژن اسفندیاری برادر ثریا
- کریستا اشتادلر در نقش ملکه مادر تاج‌الملوک آیرملو
- جاکومو پیپرنو در نقش دکتر ایادی
- سیدنی رم در نقش فروغ
- میکُل اولیویری در نقش ثریا در کودکی

### برخی صداپیشگان
- روبرتو پندیچینی به‌جای محمدرضا پهلوی
- کیارا کولیتسی به‌جای شمس پهلوی
- امانوئلا روسی به‌جای «اوا کارل» مادر ثریا
- ریتا ساوانیونه به‌جای ملکه مادر تاج‌الملوک

## آمار قسمت‌های سریال
| قسمت | عنوان                 | نخستین پخش   | آمار           | آمار   |
| قسمت | عنوان                 | نخستین پخش   | تعداد بینندگان | سهم    |
| ---- | --------------------- | ------------ | -------------- | ------ |
| ۱    | قسمت اول: عشق در محفل | ۵ اکتبر ۲۰۰۳ | ۸۹۲۷۰۰۰        | ۳۲٬۸۸٪ |
| ۲    | قسمت دوم: قلب یک زن   | ۶ اکتبر ۲۰۰۳ | ۹۵۴۰۰۰۰        | ۳۳٬۳۸٪ |